# Elbigenalp
Elbigenalp é um município da Áustria, situado no distrito de Reutte, no estado do Tirol. Tem 33,08 km² de área e sua população em 2019 foi estimada em 872 habitantes.